# Temple de Vasso Galate
Le temple de Vasso Galate, également appelé localement mur des Sarrasins, est un temple romain situé à Augustonemetum/Clermont-Ferrand, capitale de cité des Arvernes.

## Localisation

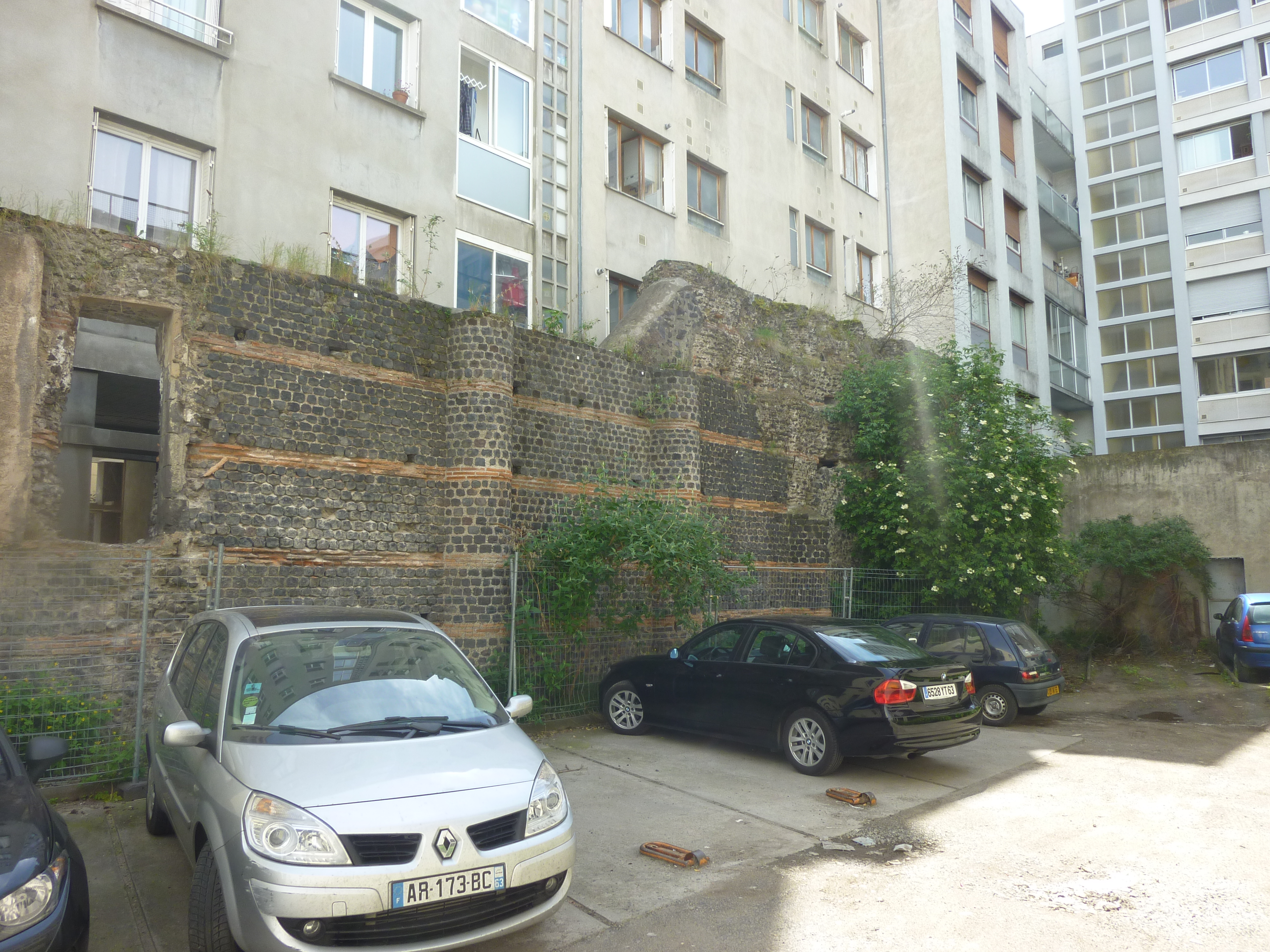
Les seuls restes du temple sont situés entre un immeuble et un parking.

Les vestiges du temple de Vasso Galate sont situés de part et d'autre de la rue Rameau dans l'espace délimité à l'ouest par la rue Beaumarchais et à l'est par la rue Bonnabaud. Un immeuble d'habitation se trouve du côté septentrional tandis que l'îlot méridional est occupé par le groupe scolaire Nestor Perret, anciennement école d'application Nestor Perret. L'essentiel des maçonneries est détruite ou enfouie, à l'exception d'un pan septentrional toujours en élévation dans un parking accessible depuis le nord de la rue Bonnabaud et visible depuis le rez-de-chaussée de l'immeuble de la rue Rameau. Ce secteur est situé à une altitude moyenne de 385,20 m dans un secteur plan. Il s'agit d'une ancienne dépression marécageuse où coulait autrefois la Tiretaine qui a depuis été canalisée.

## Historiographie

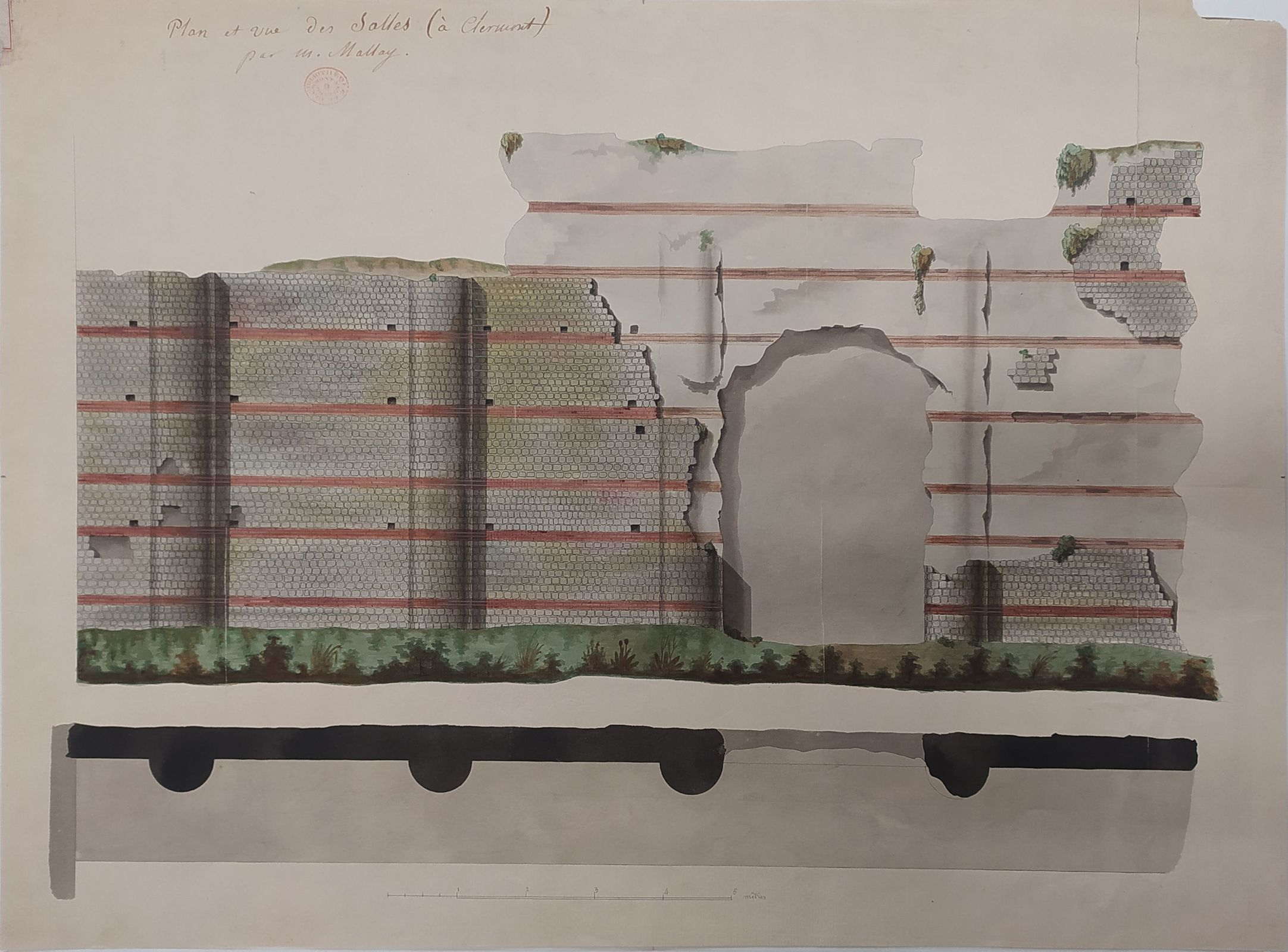
Relevé de la partie conservée par Aymon Mallay (vers 1830 ?).

L’existence de ce temple et sa description sont attestées par Grégoire de Tours qui indique que « Chrocus, roi des Alamans, ayant levé une armée, ravagea la Gaule. Étant arrivé en Auvergne, il incendia, renversa et détruit un temple que les habitants appelaient Vasso-Galate, en langue gauloise. Il était d’une construction admirable et très solide, car ses murs étaient doubles ; ils étaient bâtis en dedans avec de petites pierres, en dehors avec de grandes pierres carrées, et avaient trente pieds d’épaisseur. L’intérieur était décoré de marbre et de mosaïques et le toit en plomb » (Histoire des Francs, I, 32).

## Description

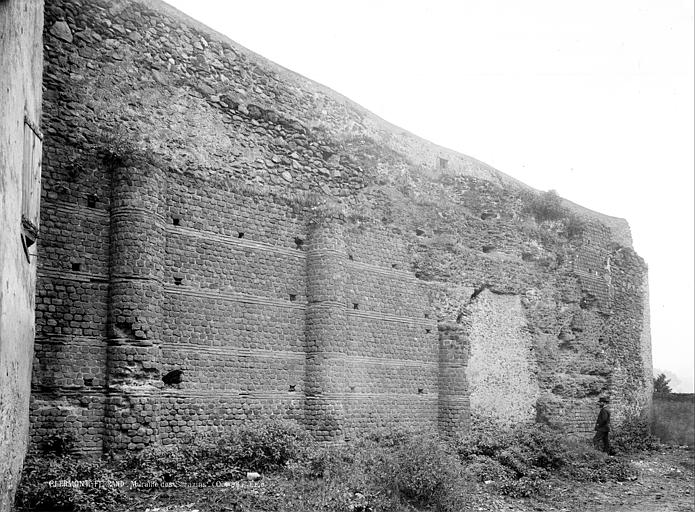
Vue du temple partiellement muré en 1888.

Le site est classé en 1889 au titre des monuments historiques.

## Identification
Le passage de Grégoire de Tours étant connu, plusieurs vestiges découverts dans les campagnes auvergnates ont été identifiés comme étant ceux du temple de Vasso Galate, à l'image de la plaine de Varennes-sur-Usson où la tradition place un « superbe temple de Bassa-Gallia » dédié à Mercure. Pierre-François Fournier a battu en brèche l'identification de ce temple à celui décrit au VIe siècle, en rappelant que le temple est localisé à Clermont-Ferrand et que le nom de Bassa Gallia est certainement une déformation du nom d'origine.